# Вэнс Джой
Джеймс Габриэль Кио (англ. James Gabriel Keogh; род. 1 декабря 1987, Мельбурн, Виктория, Австралия), более известный под сценическим именем Вэнс Джой (Vance Joy) — австралийский певец и автор песен. В 2015 году стал обладателем премии ARIA Music Awards в категории «лучший музыкант».

## Биография и карьера
До начала своей музыкальной карьеры Вэнс был многообещающим игроком в австралийский футбол. В 2008 и 2009 годах он играл за команду «Кобург» в Викторианской футбольной лиге и выиграл награду, как лучший игрок за первый год участия. Музыкальную карьеру начал в конце 2000-х годов, в это время заканчивая юридическое образование. Своё сценическое имя он взял от персонажа романа «Блаженство» австралийского писателя Питера Кэри, чтобы больше отделить свою личную и профессиональную жизнь.
21 января 2013 года он выпустил свой дебютный сингл «From Afar», а 22 марта 2013 года дебютный мини-альбом God Loves You When You’re Dancing. Сингл «Riptide» из этого альбома был признан самым популярным на австралийском радио Triple J в 2013 году, а также достиг шестого места в хит-параде ARIA и был сертифицирован тройным платиновым статусом Австралийской ассоциацией звукозаписывающих компаний. Песня также стала платиновой в Великобритании, Швеции, Канаде и США.
Дебютный студийный альбом Вэнса Джоя под названием Dream Your Life Away был выпущен 5 сентября 2014 года. Этот альбом стал платиновым в Австралии, Канаде и США. Сингл «Mess Is Mine» из этого альбома, выпущенный в июле 2014 года, также был сертифицирован «платиной» в США и Австралии.
Второй альбом под названием «Nation Of Two» анонсирован с выходом сингла «Like Gold» 2 ноября 2017 года. Его релиз намечен на февраль 2018 года.

## Дискография
Студийные альбомы
| Название             | Подробности                                                                                      | Высшая позиция в хит-параде | Высшая позиция в хит-параде | Высшая позиция в хит-параде | Высшая позиция в хит-параде | Высшая позиция в хит-параде | Высшая позиция в хит-параде | Высшая позиция в хит-параде | Высшая позиция в хит-параде | Высшая позиция в хит-параде | Сертификации                                  |
| Название             | Подробности                                                                                      | AUS                         | BEL                         | CAN                         | IRE                         | NZ                          | SWE                         | SWI                         | UK                          | US                          | Сертификации                                  |
| -------------------- | ------------------------------------------------------------------------------------------------ | --------------------------- | --------------------------- | --------------------------- | --------------------------- | --------------------------- | --------------------------- | --------------------------- | --------------------------- | --------------------------- | --------------------------------------------- |
| Dream Your Life Away | - Выпущен: 5 сентября 2014 года - Лейбл: Liberation, Warner, Atlantic - Формат: CD, LP, загрузка | 1                           | 94                          | 2                           | 26                          | 40                          | 13                          | 23                          | 20                          | 17                          | - ARIA: Платина - MC: Платина - RIAA: Платина |

Мини-альбомы
| Название                          | Подробности                                                                |
| --------------------------------- | -------------------------------------------------------------------------- |
| God Loves You When You’re Dancing | - Выпущен: 22 марта 2013 года - Лейбл: Liberation Music - Формат: загрузка |

Синглы
- «From Afar»
- «Riptide»
- «Mess Is Mine»
- «First Time»
- «Georgia»
- «Fire and the Flood»
- «Straight into Your Arms»
- «Lay It on Me»
- «Like Gold»